# Nan guo zai jian, nan guo
Nan guo zai jian, nan guo (南國再見,南國, "Adéu, sud, adéu"), comercialitzada en anglès com Goodbye South, Goodbye és una pel·lícula de drama criminal de 1996 dirigida per Hou Hsiao-hsien. La pel·lícula es va estrenar al 49è Festival Internacional de Cinema de Canes el 12 de maig de 1996.

## Trama
En Gao (Jack Kao) agafa el tren fins al Pinghsi per muntar un casino de 10 dies amb el seu amic Hsi (Hsi Hsiang). S'emporta el seu acòlit Flatty (Lim Giong) i Pretzel (Annie Shizuka Inoh), la xicota de Flatty, que treballa a temps parcial en un club nocturn. La xicota de Gao, Ying (Hsu Kuei-Ying), treballa al mateix club nocturn que Pretzel i no li agrada la gent que envolta Gao, els considera perillosos. Gao ja ha fet un tracte amb Hsi per invertir en una discoteca a Xangai, però Ying no vol que hi vagi. En canvi, vol que es quedi a Taiwan per obrir un restaurant. Una successió d'esquemes d'enriquiment ràpid els porta a la vora del desastre. Al llarg de la pel·lícula sorgeix la desagradable aliança entre l'inframón i l'elit política.

## Repartiment
- Jack Kao com a Gao
- Lim Giong com a Flat Head
- Annie Shizuka Inoh com a Pretzel
- Hsi Hsiang com a Hsi
- Hsu Kuei-Ying com a Ying
- Lei Ming com el pare de Gao
- Lien Pi-tung com a Tung
- Kao Ming com a Ming
- Vicky Wei com a Hui

## Banda sonora
La banda sonora de la pel·lícula va ser llançada a Taiwan per Magic Stone el 1996, així com al Japó per Soundtrack Listeners Communications el 21 de març de 1997.

## Recepció
Goodbye South, Goodbye va formar part de la selecció oficial al 49è Festival Internacional de Cinema de Canes, però va perdre davant Secrets i mentides.

### Recepció crítica
La pel·lícula fou elegida junt amb Els ponts de Madison i Atrapat pel passat com a millor pel·lícula dels anys 90 per Cahiers du cinéma. El director Luca Guadagnino també la va enumerar com una de les seves 10 pel·lícules preferides a l'enquesta Sight & Sound del 2012.